# Amphidamas (Trojanisches Pferd)
Amphidamas (altgriechisch Ἀμφιδάμας Amphidámas) ist eine Gestalt der griechischen Mythologie.
Laut Tryphiodoros war Amphidamas Teilnehmer am Trojanischen Krieg und gehörte zu jenen Griechen, die sich im Trojanischen Pferd versteckten.